# Лиско Олександр
Лиско Олександр (22 липня 1916, Городок, Галичина — 30 грудня 1991, Денвер, США) — український інженер і громадський діяч у США, меценат.

## Життєпис
Середню освіту здобув у Бродах та Кам'янці Струміловій (1935).
Студіював у Львівській політехніці (1938-39) та в німецькій політехніці в Празі (1941). Одержав диплом інженера-будівельника. Одночасно вивчав історію України в УВУ в Празі. Через табори ДіПі прибув до США. Працював інженером-будівельником у приватних компаніях в Денвері і Сан-Франциско (1958-80). У 1984 р. повернувся до Денвера.

### Громадська діяльність
У Денвері обіймав пост голови українсько-американської громади (1954-58) та був ініціатором місцевої української радіопрограми (від 1958 р.). Вчителював у школі українознавства, підготував і видав власним коштом двомовний українсько-англійський підручник з історії України.
У Сан-Франциско голова місцевого відділу УККА (1958-66).